# Wilhelm Wulff (Politiker)
Wilhelm Theodor Wulff (* 17. Juli 1815 in Arnsberg; † 14. August 1892 in Münster) war von 1842 bis 1878 Bürgermeister von Arnsberg.

## Leben
Er war Sohn des Landwegebaumeisters Friedrich Anton Wulff und seiner Frau Caroline Theresia Bering. Der Vater stammte aus einer Familie, die über sechs Generationen hinweg die Bürgermeister von Menden gestellt hatte. Friedrich Anton Wulff zeichnete 1806 die Pläne zur Erweiterung der Stadt Arnsberg und 1807 zum Wiederaufbau der Stadt Neheim.
Wilhelm Wulff besuchte das Gymnasium Laurentianum. Danach studierte er ab 1835 Rechts- und Kameralwissenschaften in Bonn. Er war Oberlandesgerichtsreferendar, als der Magistrat von Arnsberg ihn 1841 zum Bürgermeister wählte. Im selben Jahr hat er als Bürgermeister eine lokale Feuer-Polizei-Ordnung verfasst. Ein Jahr später heiratete er Sophia Rasche. Aus der Ehe gingen mehrere Kinder hervor. Seine Ehefrau starb 1855 im Kindbett. Wegen der kleinen Kinder heiratete er 1856 ein zweites Mal.
Als Wulff 1843 beim Schützerfest den üblichen Ehrenschuss im Namen des Königs abgab, hat er mit dem ersten Schuss den Vogel abgeschossen. König Friedrich Wilhelm IV. nahm den Titel als Schützenkönig an und schenkte der Schützengesellschaft eine kleine Kanone für Böllerschüsse. Im Jahr 1864 schoss Wulff noch einmal den Vogel ab, diesmal für Wilhelm I.
Die Anfangsjahre als Bürgermeister fielen in eine Notzeit geprägt von Unwetter, Missernten und Epidemien. Im Jahr 1846 bat er die Bürger um Unterstützung für die notleidenden Armen. Von den gesammelten 500 Talern wurden Kartoffeln gekauft, die an die Bedürftigen abgegeben wurden. Eine Suppenküche versorgte einige Zeit später 270 Familien. Im Jahr 1847 wurde eine Pflegeanstalt für altersschwache und arbeitsunfähige Personen gegründet. Im selben Jahr vernichtete ein Feuer einen Großteil der Altstadt. Im Jahr 1852 gründete er eine Kasse für Kranke. Als 1857 eine Ruhrepidemie ausbrach, geriet die Kasse in finanzielle Schwierigkeiten. Im selben Jahr wurde das städtische Marienhospital eröffnet.
Wulff war gläubiger Katholik und Mitglied im Kirchenvorstand. Er war maßgebend an der Errichtung eines Kreuzweges und der 1868 eingeweihten Kreuzbergkapelle beteiligt. Er war auch aktiv im Vorstand des örtlichen Kolpingvereins. Wulff war engagiert im frühen politischen Katholizismus. Bereits 1848 war er stellvertretendes Mitglied der preußischen Nationalversammlung. In den frühen 1860er Jahren nahm er an den Soester Konferenzen zur Gründung einer katholischen Partei teil. In den Jahren 1865 wurde er zum ersten Mal zum Abgeordneten des Provinziallandtags der Provinz Westfalen im Wahlbezirk Herzogtum Westfalen für die Städte Arnsberg und Hamm gewählt, nahm aber am Landtag nicht teil. 1860, 1862, 1865, 1871 und 1875 vertrat er den Wahlkreis im Provinziallandtag.
Ihm wurde 1865 der Rote Adlerorden Vierter Klasse verliehen. Aus Anlass seines fünfundzwanzigjährigen Jubiläums als Bürgermeister schenkte ihm die Bürgerschaft 1867 einen silbernen Pokal.
Während des Kulturkampfes hat er 1875 den Beschluss des Kirchenvorstandes mitgetragen, die vom Staat nicht ausgezahlten Gehälter der Geistlichen durch Sammlung in der Gemeinde aufzubringen. Die Bezirksregierung Arnsberg erteilte ihm darum einen förmlichen Verweis. Weiter in Ungnade fiel er 1876 als Wulff zu Ehren des Papstes eine Fahne mit den Farben des Kirchenstaates an seinem Wohnhaus aufzog, was zu einem größeren Auflauf führte. Dies wurde von Seiten der Regierung als staatsfeindliche Kundgebung betrachtet. Die Intervention von Wulff bei Innenminister Friedrich zu Eulenburg brachte lediglich die Ermäßigung der Strafe von 90 auf 30 Mark.
Im Jahr 1877 wurde Wulff einstimmig als Bürgermeister wieder gewählt. Die königliche Regierung verweigerte ihm indes die Bestätigung der Wahl. Der Protest des Magistrat beim Oberpräsidenten blieb erfolglos. Danach kam es zu einer Unterschriftenkampagne an der sich Bürger aus allen sozialen Schichten und Konfessionen beteiligten. Auch dies half nichts, so dass Wulff Anfang 1878 auf sein Amt verzichtete. Er lebte danach bei seinen Söhnen in Münster.